# Exílio republicano espanhol

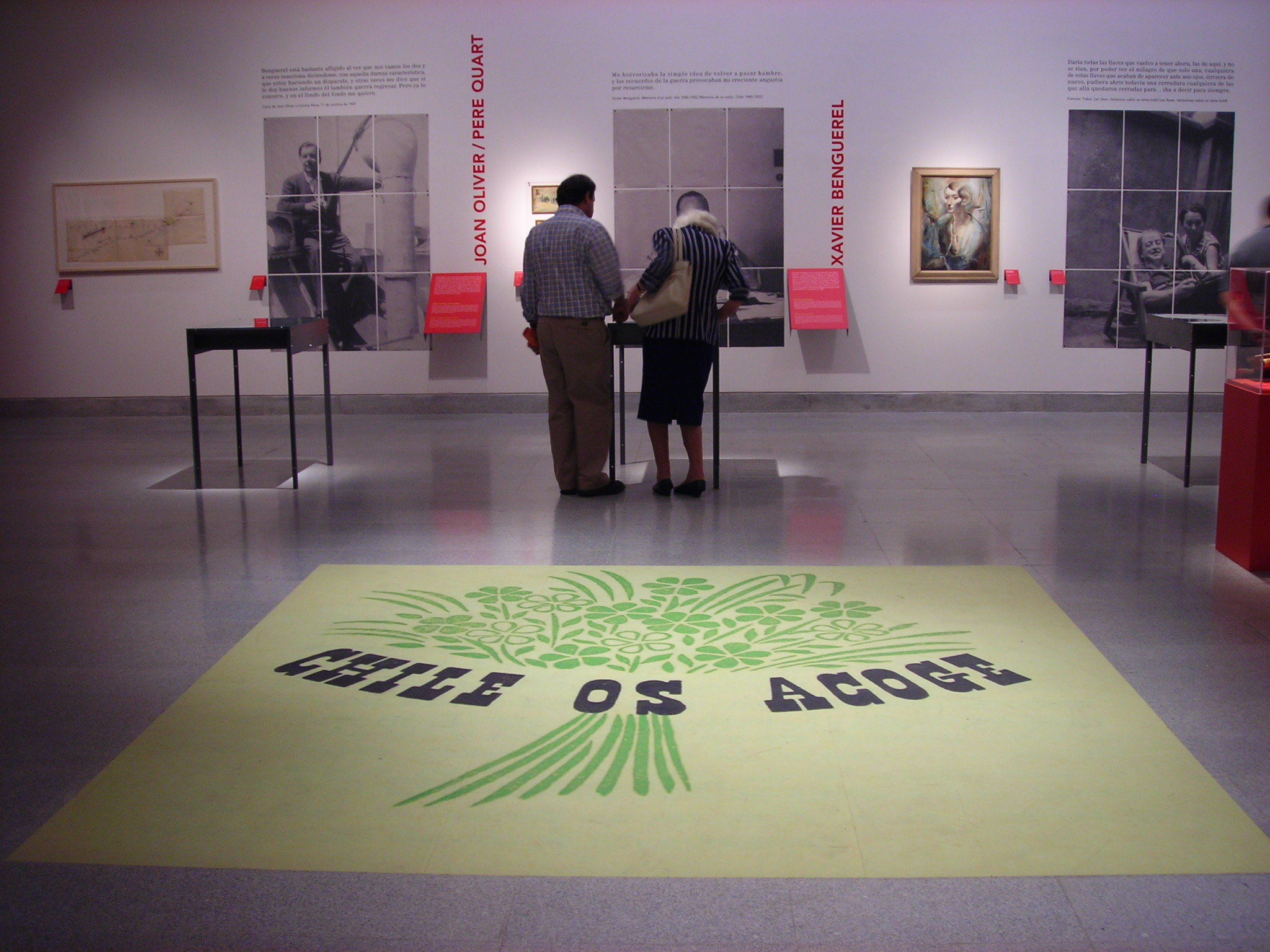
Exposição "Literaturas do Exílio", no Centro Cultural Palacio de la Moneda, Santiago de Chile (junho-julho de 2007). Com o fim da guerra civil chegaram ao Chile milhares de espanhóis perseguidos pela ditadura de Franco. Muitos vieram no Winnipeg, que desembarcou em Valparaíso em 1939.

O exílio republicano espanhol refere o conjunto de cidadãos espanhóis que durante a Guerra Civil Espanhola de 1936 a 1939 e o imediato pós-guerra, viram-se forçados a abandonar a sua terra natal e deslocar-se para outros países por motivos ideológicos e de consciência ou por temor às represálias por parte do bando vencedor e do regime político autoritário instaurado na Espanha, permanecendo no estrangeiro até a evolução das circunstâncias internas do país permitir o regresso, embora fossem muitos os que finalmente se integraram nas sociedades que lhes deram refúgio, contribuindo em alguns destacados casos para o seu desenvolvimento.
Uma grande parte dos primeiros refugiados, até 440 mil na França segundo um relatório oficial de março de 1939, tiveram de afrontar duras condições de vida, que se agravaram como resultado do estouro da Segunda Guerra Mundial e embora muitos de eles conseguiram regressar na década de 1940, o exílio republicano "permanente" ficou constituído por cerca de 220 mil pessoas, das quais muitas eram ex-combatentes, políticos ou funcionários públicos comprometidos diretamente com a causa republicana. No entanto, havia também milhares de parentes e civis, com um número significativo de crianças, intelectuais, personalidades da cultura e artistas, cientistas e docentes, e pessoas de profissões qualificadas, o que implicou um condicionante mais nas consequências do conflito no processo de reconstrução do país.
Os principais países de destino foram a Argentina, a França e o México, mas também foram amparados grupos importantes em outros países europeus e americanos como Chile, Cuba, a República Dominicana, a União Soviética, os Estados Unidos e o Reino Unido.
No decorrer dos anos, a evolução política interna na Espanha e o progressivo processo de reconciliação, que culminaram com a Transição Espanhola e a instauração da democracia, permitiram paulatinamente o regresso dos exilados, mas também foram muitos que, pelo seu grau de integração, decidiram permanecer nos países que lhes deram refúgio, e se encontraram posteriormente com outros espanhóis chegados então como emigrantes por motivos econômicos desde os anos 1950 ou por um novo exílio, o dos perseguidos pela ditadura até 1975.

## Deslocamentos populacionais durante a guerra
Durante os primeiros meses da guerra e particularmente no período de agosto a dezembro de 1936, pontuados pelos episódios de violência sistemática contra a população civil, tanto resultado da repressão por motivos ideológicos, por parte das forças sublevadas, quanto pelos partidários da revolução social, e o avanço das operações militares, aconteceram os primeiros deslocamentos de refugiados e exilados, nomeadamente para a França, caracterizados pelo seu caráter ainda provisório, pelo qual agrupava pessoas provenientes das regiões fronteiriças do Aragão, da Catalunha e do País Basco, quer pela sua condição de proximidade ao bando sublevado, no caso das duas primeiras, quer de partidários do Governo que fugiam do avanço frente de Irún, no último, ou simplesmente de pessoas "neutras" ameaçadas pelo clima de hostilidade e violência.
À medida que o conflito evoluía, o carácter provisório foi tomando um caráter mais permanente e massivo no caso dos deslocados próximos do bando republicano, ao ponto que, embora os episódios de fuga em debandada continuassem produzindo-se, empreenderam-se ações desde o governo republicano para ordenar planejadamente algumas das evacuações, particularmente as de menores. A Oficina Central de Evacuação e Assistência do Refugiado foi constituída em outubro de 1936, em vésperas da batalha de Madrid, em previsão de operações massivas de evacuação para a costa mediterrânea, enquanto em novembro foi criado em Paris o Comité d'accueil aux enfants d'Espagne por parte da CGT. As primeiras evacuações de crianças foram desde Madrid e Valência, com o envio de 100 menores para a URSS em fevereiro de 1937, e desde o País Basco, do que 450 pessoas foram evacuadas  para a ilha francesa de Oléron, na colônia "Casa Dichosa". Depois, cerca de 300 deles foram levados para Paris e os remanescentes, albergados em Oostduinkerke, na Bélgica.
Bartolomé Bennassar indica que cerca de 10 mil cidadãos do País Basco fugiram por estrada para a França ou por via marítima para Marselha e para a Argélia.
As operações militares na chamada "frente do Norte", que viram progredir as unidades franquistas de Biscaia para Santander na Primavera de 1937, provocaram uma nova onda de milhares de exilados, com uma parte significativa de crianças, esta vez exclusivamente republicanas para Bordéus, La Rochelle e Lorient. Em 1938, após a batalha da bolsa de Bielsa e a retirada da 43ª Divisão do Exército Popular, aconteceu um novo deslocamento de pessoas no Aragão que se refugiaram diretamente do outro lado da fronteira. Em finais de 1938, estima-se que em solo francês permaneciam 40 mil emigrados embora se considerava que mantinham uma situação de deslocamento provisório.
A maior avalancha aconteceu por ocasião da perda de Barcelona pela República (fevereiro de 1939). Nesses momentos mais de meio milhão de pessoas fugiram para França. Sobretudo nos primeiros momentos uma grande parte foi internada nos campos que o governo francês de Daladier habilitou para o caso. As condições nesses campos eram deploráveis, como no caso do campo de concentração de Gurs. Nesses primeiros meses regressaram para Espanha (já inteiramente dominada pelos franquistas) por volta da metade dos refugiados inicialmente na França.
Poucas semanas antes do fim da guerra, o "relatório Valière" realizado a pedido do Governo francês estimava a 9 de março de 1939 a presença de cerca de 440 mil refugiados na França, dos quais 170 mil eram mulheres, crianças e anciãos, 220 mil soldados e milicianos, 40 mil inválidos e 10 mil feridos

## Evolução posterior do exílio republicano
Alguns dos exilados, nomeadamente os homens em idade militar, viram-se imersos como combatentes na iminente Segunda Guerra Mundial, nomeadamente no território da própria França metropolitana, mas também na URSS, a norte da África e em boa parte do restante dos palcos dessa guerra, quer como combatentes regulares quer participando nas ações da Resistência. Quase 9 mil republicanos espanhóis sofreram a deportação para os campos de concentração nazis.
Uma parte do exílio republicano mudou-se para a Ibero-América, que se beneficiou de um elenco intelectual e artístico formado na sua maior parte pelas instituições derivadas do Krausismo, a Institución Libre de Enseñanza, a Junta para a Ampliação de Estudos, a Residência de Estudantes, o Centro de Estudos Históricos, o Instituto Escola e o Museo Pedagógico Nacional, entre outras. Esta fuga de cérebros empobreceu a vida cultural do pós-guerra espanhol e enriqueceu a dos países de acolhida: a Argentina, o México (graças ao apoio do presidente Lázaro Cárdenas) e os Estados Unidos entre outros. Mais de quinhentos médicos foram  para o México. A geração de 14, a geração de 27 e as Vanguardas históricas emigraram na sua maioria. Alguns chamaram isto de trans-terro ou desterro. Biólogos como Severo Ochoa, físicos como Arturo Duperier Vallesa ou Blas Cabrera, químicos como Enrique Moles, matemáticos como Enrique González Jiménez, Ricardo Vinós Santos ou Lorenzo Alcaraz, astrônomos como Pedro Carrasco Garrorena ou Marcelo Santaló, oceanógrafos como Odón de Buen, escritores como Manuel Azaña, Max Aub, Ramón J. Sender, Arturo Barea, Manuel Andújar, Rafael Alberti, Pedro Salinas, Luis Cernuda, Emilio Prados, Manuel Altolaguirre, Paulino Massip, cineastas como Luis Buñuel, artistas como Gausachs, Óscar Domínguez ou Pablo Ruiz Picasso, historiadores como Claudio Sánchez Albornoz, filólogos como Tomás Navarro Tomás, pedagogos como José Castelejo ou Lorenzo Luzuriaga, filósofos como Juan David García Bacca, ensaístas como Anselmo Carretero, entre muitos outros, não puderam regressar ou voltaram já muito velhos, com a restauração da democracia. Não menos dura, talvez muito mais, foi a sobrevivência daqueles que optaram por não fugir e foram retaliados, como Antonio Rodríguez Moñino, ou viveram amordaçados numa espécie de exílio interior, como Juan Gil-Albert ou Vicente Aleixandre.